# 1739
Cette page concerne l'année 1739  du calendrier grégorien.
L'année 1739 est une année commune qui commence un jeudi.

## Événements
- 1er janvier, Atlantique sud : Jean-Baptiste Charles Bouvet de Lozier découvre l'Île Bouvet[1].
- 14 février, Inde : établissements français de Kârikâl[2].
- 24 février : le Persan Nâdir Shâh écrase les Moghols à la bataille de Karnal[3].
- 20 mars : Nâdir Shâh prend Delhi dont il fait massacrer la population révoltée le 23[4].
- 12 mai : Nâdir Shâh convoque une assemblée à Delhi qui restaure Muhammad Shâh sur le trône moghol. Il repart en emportant un fabuleux butin (dont un énorme diamant, le Koh-i Nor, et un fabuleux trône en forme de paon en or massif incrusté de pierres précieuses). La Perse annexe les provinces au-delà de l’Indus (Sind, Kaboul, ouest du Pendjab)[3].
- 16 mai, Inde : capitulation de Salsette. Les Marathes prennent Salsette et Bassein aux Portugais[5].
- 12 juillet : Le gouvernement britannique de Bombay signe un traité d’alliance avec les Marathes[6].
- 25 juillet : colonisation de Vila Boa, dans l'état de Goiás, au Brésil[7].
- 20 août : rétablissement définitif de la Vice-royauté de Nouvelle-Grenade[8].
- 9 septembre : révolte d’esclaves à Stono (Caroline du Nord). Un groupe de 20 esclaves s’empare de fusils et s’enfuit vers le Sud. Ils sont rejoints par d’autres pour compter quatre-vingt membres. La milice les rattrape, et près de cinquante révoltés et vingt-cinq Blancs sont tués dans la bataille qui met fin à la rébellion[9].
- 1er-2 décembre (21-22 novembre du calendrier julien)[10] : les Britanniques attaquent et prennent Puerto Bello au Panama, première action d’envergure de la guerre de l'oreille de Jenkins avec l’Espagne[11].

- Les Russes Walton et Spangenberg atteignent les Kouriles et le nord du Japon[12].
- Mongolie : Paix entre les Dzoungars et la Chine. Les territoires situés à l’ouest de l’Altaï, jusqu’alors occupés par les Mandchous, sont rendus au khanat oïrat et les relations commerciales sont rétablies[13].

### Europe
- 14 janvier : Convention de Pardo, traité signé entre la Grande-Bretagne et l'Espagne, pour trouver une solution aux questions de contrebande et de liberté de navigation[14].
- 17 février : le prédicateur méthodiste George Whitefield entame une campagne auprès des mineurs de la région de Bristol et obtient de nombreuses conversions[15].
- 6 ou 7 juillet : exil à Naples des insurgés corses Hyacinthe et Pascal Paoli après l'intervention du marquis de Maillebois à partir du 21 mars[16].
- 22 juillet : bataille de Grocka (de) (Krotska)[17]. Désastre de la campagne contre les Turcs dirigée par Wallis ; l’armée impériale, écrasée à Grocka se réfugie à Belgrade, qui est assiégée par les Ottomans. Les négociations reprennent avec le concours de l’ambassadeur de France à Constantinople, le marquis Louis Sauveur de Villeneuve.
- 28 août (17 août du calendrier julien) : Les Russes de Münnich sont victorieux des Ottomans en Moldavie. Deux jours après ils reprennent Khotin puis Iași le 12 septembre aux Turcs[18].

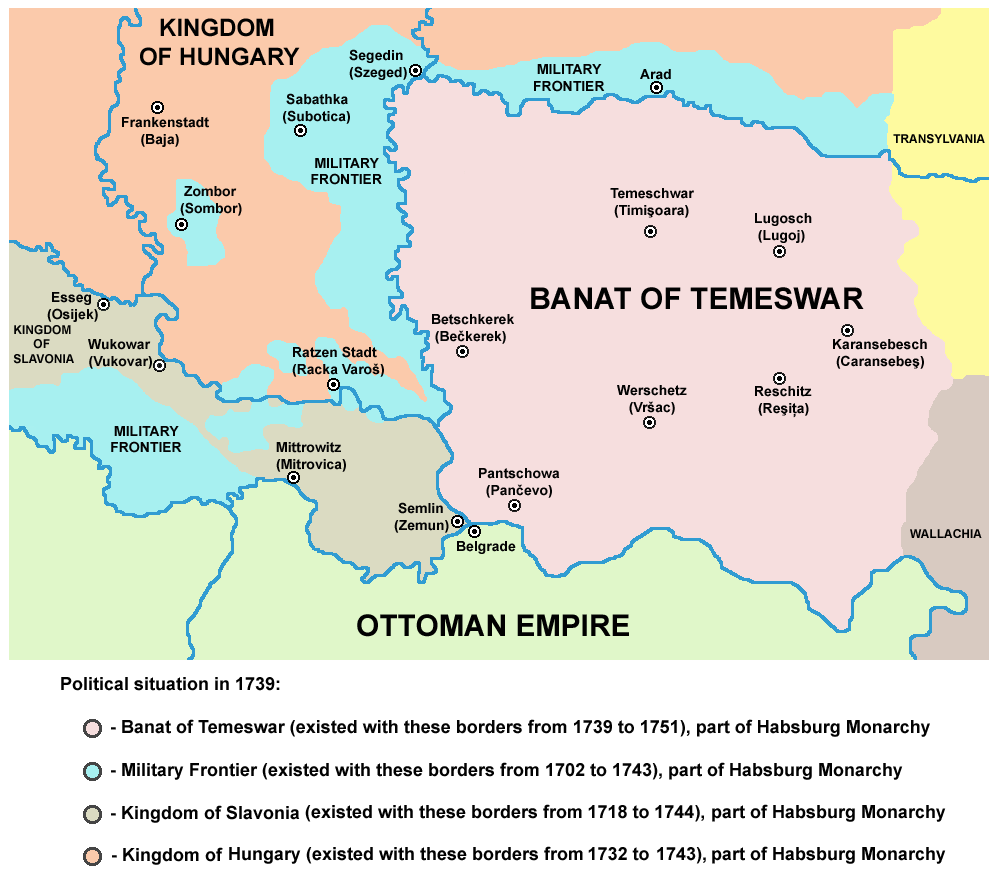
La frontière austro-turque après le traité de Belgrade.

- 18 septembre : traité de Belgrade, avec la médiation de la France, fixant la frontière austro-turque sur la Save. Il permet de sauvegarder les intérêts des Turcs face à l’Autriche à la suite de la politique de redressement du grand vizir Mehmed Yeyen (tr). Les diplomates impériaux, dirigés par Wilhelm Reinhard de Neipperg cèdent aux Turcs presque tous les territoires acquis en 1718 au traité de Passarowitz (Belgrade, Serbie, petite Valachie) à l’exception du Banat. Un traité est signé le même pour la Russie par le marquis de Villeneuve. Les Russes gardent Azov dont les fortifications seront détruites, et le Zaparojié. La Turquie retrouve les territoires occupés depuis le début du conflit, sauf un lambeau entre Bug et Dniepr. Aucun pavillon russe ne pénétrera en mer Noire[19]. Fin de la Guerre austro-russo-turque. Après ce revers de l’Autriche, les peuples chrétiens des Balkans auront tendance à se tourner vers Saint-Pétersbourg.
- 3 octobre : convention de Nyssa (aujourd'hui Nevşehir, en Cappadoce), qui précise les stipulations de Belgrade entre la Porte et la Russie, notamment concernant la frontière du Dniepr[20].
- 17 octobre : charte de fondation de l'Hôpital des Enfants-Trouvés de Londres (Foundling Hospital)[21].
- 30 octobre (19 octobre du calendrier julien)[10] : la Grande-Bretagne déclare la guerre à l’Espagne pour obtenir l’ouverture plus large des colonies espagnoles à son trafic commercial[11] (Guerre de l'oreille de Jenkins). Tensions entre Versailles et Londres.
- Décembre : ambassade française de Jacques-Joachim Trotti de la Chétardie à Saint-Pétersbourg (1739-1744)[22].

- Venise perd ses places du Péloponnèse[23].
- Interdiction est faite en Pologne aux « dissidents » (non-catholiques) d’accéder au Sénat et d’être députés à la Diète[24].
- Un séminaire devra être établi dans tous les diocèses en Russie[25].

## Naissances en 1739
- 5 janvier : Johann Karl Zinzendorf, homme politique autrichien († 4 ou 5 janvier 1813).
- 17 janvier : Johann Christian Daniel von Schreber, botaniste, mycologue et zoologiste allemand († 10 décembre 1810).
- 26 janvier : Charles François Dumouriez, général français († 14 mars 1823).
- 23 février : Pierre Adolphe Hall, miniaturiste suédo/français († 15 mai 1793).
- 12 mars : Josefa de los Dolores Peña y Lillo, religieuse et épistolière chilienne († août 1822 ou 1823).
- 19 mars : Charles-François Lebrun, troisième consul et prince-architrésorier du Premier Empire († 14 juin 1824).
- 20 avril : William Bartram, naturaliste américain († 22 juillet 1823).
- 19 juin : Giuseppe Maria Terreni, peintre italien († 1811).
- 28 juillet : Étienne Théolon, peintre français († 10 mai 1780).
- 8 août : Santo Cattaneo, peintre italien († 1819).
- 17 août : Esprit Antoine Gibelin, peintre et archéologue français († 23 décembre 1813).
- 15 septembre : Juan de Villanueva, architecte espagnol († 22 août 1811).
- 17 septembre : John Rutledge, homme d'État américain († 21 juin 1800).
- 18 septembre : Jean-Jacques Lagrenée, peintre d’histoire, dessinateur et graveur français († 13 février 1821).
- 30 octobre : Alphonse Hubert de Latier de Bayane, cardinal et duc français († 26 juillet 1818).
- 14 novembre : William Hewson, chirurgien, anatomiste et physiologiste britannique († 1er mai 1774).
- Date précise inconnue :
  - Antonio Concioli, peintre italien († 28 novembre 1820).
  - Giuseppe Troni, peintre de la cour portugaise d'origine italienne († 1810).

## Décès en 1739
- 18 janvier : Samuel Bernard, financier français (°29 octobre 1651).
- 20 janvier ; Francesco Galli da Bibiena, scénographe, architecte, et décorateur italien  (°12 décembre 1659).
- 23 avril ou  4 mai : Andreï Matveïev, peintre russe (° vers 1701)
- 25 avril : Santiago de Murcia, compositeur et guitariste espagnol (°25 juillet 1673).
- 10 mai : Cosmas Damian Asam, peintre allemand (°29 septembre 1686).
- 11 mai : Pierre Charles Trémolières, peintre français (° 1703).
- 3 septembre : George Lillo, dramaturge britannique (° 1693).
- 12 septembre : Reinhard Keiser, compositeur allemand (° 1674).
- 24 septembre : Peter Johannes Brandl, peintre allemand (°24 octobre 1668).
- 18 octobre : António José da Silva, dramaturge, étranglé puis brûlé à Lisbonne comme suspect de judaïsme (° 1705).
- Date précise inconnue :
  - Mathurin Le Petit, prêtre jésuite français, envoyé en mission chez les Natchez (° 1693).